# 舒启明 (1959年)
舒启明（1959年2月—），男，汉族，中华人民共和国政治人物。曾任全国政协党组成员、副秘书长。第十三届全国政协委员。